# Alexander J. Dallas
Pour l’article homonyme, voir Alexander J. Dallas (officier de marine).
Alexander James Dallas (21 juin 1759 – 16 janvier 1817) est un homme d'État américain et le secrétaire du Trésor des États-Unis sous la présidence de James Madison.

## Biographie
Alexander James Dallas est né à Kingston en Jamaïque, fils du docteur Robert Charles Dallas (1710 – 1769), un Écossais, et de Sarah Elizabeth (Cormack) Hewitt. À l'âge de cinq ans, il part avec sa famille pour Édimbourg puis pour Londres, où il étudie avec James Elphinston. Il prévoit de faire droit mais ne peut se le permettre. Il épouse en 1780 Arabella Maria Smith de Pennsylvanie, la fille du Major George Smith de l'armée britannique et d'Arabella Barlow (elle-même fille du Révérend William Barlow et d'Arabella Trevanion et petite-fille de Sir Nicholas Trevanion) et l'année suivante, ils partent pour la Jamaïque. Là, il est admis au barreau local grâce aux relations de son père. La santé de son épouse étant peu compatible avec l'endroit, ils retournent à Philadelphie en Pennsylvanie en 1783. Dallas est admis au barreau de Pennsylvanie en 1785. Sa pratique du droit est lente et à côté, il publie le Pennsylvania Herald de 1787 à 1788 et le Columbian Magazine de 1787 à 1789.
Quand la Cour suprême des États-Unis s'installe à Philadelphie en 1791, il devient leur premier Rapporteur des décisions de la Cour. Comme ce poste de rapporteur est alors une fonction non officielle, il travaille sur ses propres deniers. Les volumes, dont il n'en produira que quatre, sont incomplets, imprécis et extrêmement tardifs. Par exemple, la décision notable Chisholm c. Géorgie (1793) qui incita à la rédaction du onzième amendement de la Constitution américaine ne fut rapportée par Dallas que cinq ans plus tard, bien après que l'amendement fut ratifié. Quand il abandonna le rapport des décisions, quand la Cour suprême s'installa dans la nouvelle capitale Washington DC, il déclara : « Je n'ai eu que de si misérables encouragements pour mes rapports que j'ai décidé de tous les rassembler et les dédier aux rats de la maison de l'État. » Il fut le fondateur des Sociétés démocrates-républicaines en 1793.
Le gouverneur Thomas Mifflin, premier gouverneur de Pennsylvanie, nomma Dallas secrétaire du Commonwealth, un poste qu'il tint de 1791 à 1801. Comme Mifflin était un alcoolique, Dallas fut de facto le gouverneur à la fin des années 1790. Dallas aida à créer le Parti républicain-démocrate en Pennsylvanie et fut l'avocat d'une stricte rédaction de la nouvelle constitution américaine.
En 1801, il est nommé Procureur des États-Unis pour le District oriental de Pennsylvanie, poste qu'il occupe jusqu'en 1814. Quand son ami Albert Gallatin était secrétaire eu Trésor des États-Unis lorsque la guerre de 1812 débuta, il l'aida à obtenir des fonds pour combattre les Britanniques. La guerre avait presque ruiné le pays quand Dallas remplaça Gallatin au Trésor. Il réorganisa le département du Trésor, ramena le budget fédéral dans le positif, défendit la création de la Second Bank of the United States, et remit sur pied le système monétaire. Du 14 mars 1815 à décembre 1815 il fut secrétaire à la Guerre par intérim tout en continuant à être secrétaire au Trésor. Il retourna ensuite à Philadelphie, mais mourut un an plus tard.
Il était membre de la Société philosophique américaine depuis 1791 et administrateur de l'université de Pennsylvanie.
Un de ces fils, Alexander J. Dallas, mourut en service. Le Comté de Dallas (Alabama), Fort Dallas en Floride et le destroyer américain de la Seconde Guerre mondiale USS Dallas (DD-199) furent nommés d'après lui.
Son autre fils, George Mifflin Dallas fut vice-président des États-Unis sous la présidence de James K. Polk, la ville de Dallas au Texas est peut-être nommée d'après lui-même s'il reste possible que cela soit plutôt en l'honneur de son frère ou de son père.

## Source
- (en) Cet article est partiellement ou en totalité issu de l’article de Wikipédia en anglais intitulé « Alexander J. Dallas (statesman) » (voir la liste des auteurs).